# Виейра, Отто
Отто Виейра (порт.-браз. Otto Vieira; 2 августа 1921, по другим данным 12 августа 1923, Рио-де-Жанейро — 11 августа 1991, Сан-Паулу) — бразильский футбольный тренер.

## Карьера
Отто Виейра начал карьеру в качестве тренера молодёжного состава клуба «Канто до Рио». Затем устроился в молодёжный состав «Флуминенсе». Он выиграл с командой в 1947, 1948 и 1949 годах розыгрыши молодёжного чемпионата штата. Также в 1949 году он выиграл чемпионат Бразилии среди молодёжных сборных штатов с командой Рио-де-Жанейро. В том же году Виейра ненадолго был главным тренером молодёжной сборной Бразилии. Годом позже он помогла Флавио Косте в первой сборной, которая заняла второе место на чемпионате мира. В 1950 году Виейра возглавил первую команду «Флуминенсе». Клуб под его руководством провёл 24 матча, из которых выиграл семь, девять свёл вничью и восемь проиграл. Оттуда Отто ушёл в «Гуарани», где помог адаптироваться во взрослом футболе Мауриньо. Затем он вновь ассистировал Флавио Косте, сначала во «Фламенго», а затем в «Васко да Гаме».
С 1954 по 1955 год Отто являлся главным тренером клуба «Санта-Круз», а с 1956 по 1957 год возглавлял «Наутико». Затем тренировал «Ботафого» из Рибейран-Прету, был помощником Белы Гуттмана в «Сан-Паулу» и тренировал «Португезу Деспортос» до 1960 года. С 1960 по 1961 год Виейра трудился в португальском клубе «Порту», а затем тренировал мексиканский клуб «Атланте». В начале 1960-х Отто возвратился в Бразилию. Он проработал в «Сан-Паулу» и клубе «Франкана». В 1966 году тренировал «Португезу Сантисту», а в 1968 году «Жувентус»
В 1969 году Виейра стал главным тренером эквадорского клуба «Барселона», куда его пригласил новый президент команды Гало Рохерио Роландо. В 1970 году он привёл клуб к выигрышу чемпионата страны, а через год повторил это достижение. Таким образом «Барселона» стала первым клубом, выигравшим два чемпионских звания подряд. Также он дважды приводил клуб к полуфиналу Кубка Либертадорес, единственный раз в истории команды. В 1980 году Виейра возвратился в клуб и в третий раз привёл её к выигрышу чемпионата Эквадора. Он стал первым тренером, выигравшим три чемпионских титула в стране.
Последними клубами в карьере Виейры стали «9 октября», где он трудился с 1981 по 1983 год и клуб «Эверест» в 1983 году.

## Достижения
- Чемпион Рио-де-Жанейро среди молодёжных команд: 1947, 1948, 1949
- Чемпион Бразилии среди сборных штатов среди молодёжных команд: 1949
- Чемпион Эквадора: 1970, 1971, 1980